# Parco nazionale del lago Paanajärvi
Il parco nazionale del lago Paanajärvi (in russo Национальный парк «Паанаярви», Nacional'nyj park «Paanajärvi») è un'area protetta della Russia che si trova nel rajon di Louchi della Repubblica di Carelia, nella Russia nord-occidentale, lungo il confine tra Russia e Finlandia.

## Geografia
Il parco tutela vaste zone di foresta primordiale, laghi e fiumi. Il parco nazionale di Oulanka, sul lato finlandese del confine, crea una grande area protetta senza soluzione di continuità per questo habitat di taiga. Il parco, che comprende anche le alture della formazione rocciosa di Maanselkja, deriva il nome dal lago Paanajärvi, uno dei più profondi della Carelia. Il lago e le foreste vergini di conifere che lo circondano costituiscono la principale attrazione del parco.